# Pain riche

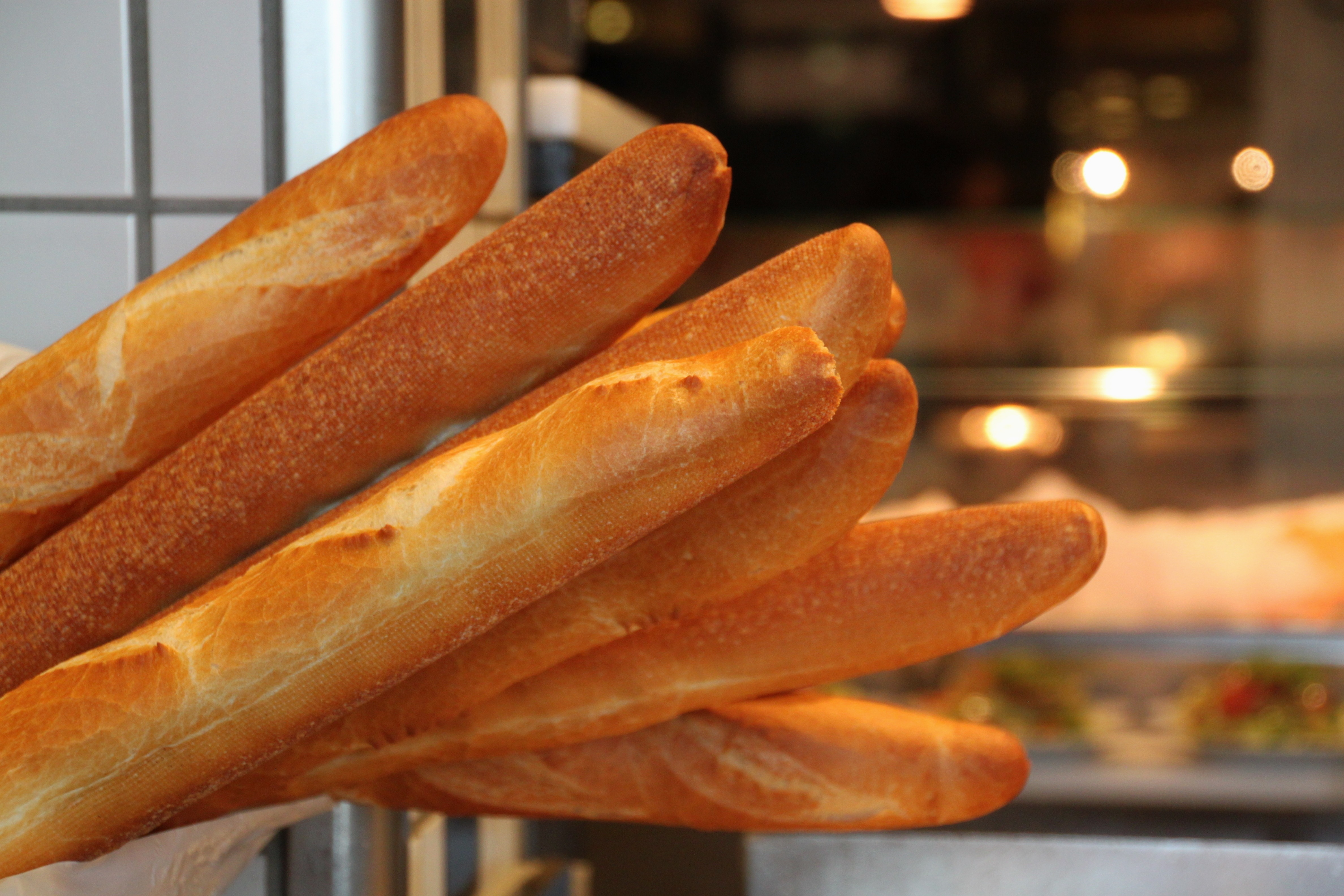
Pain riche - baguette.

Pain riche ("rikt bröd") är i Sverige oftast en synonym benämning på den franska brödtypen baguette.
I Frankrike finns det ett bröd som heter "pain riche", men det är inte helt likvärdigt med det som kallas baguette. Det har en traditionellare brödform och bakas med ånga, av siktat vetemjöl.

## Historik

### Uppkomst
Benämningen förekom i Frankrike i slutet av 1800-talet, och nämns i tidningsartiklar från Paris 1884. Samma år lanserades "pain riche" i Stockholm av Carl Wilhelm Schumacher, innehavare av Danska Ångbageriet (senare Schumachers bröd). Från en priskurant daterad den 1 april 1895 finns under rubriken "Mjukt bröd" följande text: "På grund häraf erbjuder jag allmänheten nedanstående mjuka brödsorter bakade efter Parismetod, till billigaste priser.
Pain riche (finaste matbröd)............pr kilo 60 öre."

## Felaktig etymologi
En vanligt förekommande faktoid är att krögaren Tore Wretman introducerade det på sin restaurang Riche i Stockholm och lät uppkalla brödet efter restaurangen. Enligt Wretman själv fanns dock brödet i Stockholm redan på 1930-talet och bakades då av intendent Arvid Swärd på Diner de Paris. Brödet försvann sedan under andra världskriget på grund av mjölbrist. När bristen var över åtog sig Diner de Paris att baka brödet åt Riche, vilken som första restaurang i Stockholm införde det.